# Paul Poggionovo
Paul Poggionovo, né à Sollacaro le 4 avril 1924 et mort en 1944, est un résistant français, combattant de la Libération de la Corse, soldat dans l'armée d'Italie, qui a hissé le drapeau Français sur le Palais Farnèse le 5 juin 1944. il a été tué à l'ennemi le 29 septembre 1944 à l'âge de 20 ans, dans la forêt de Ronchamp (Haute-Saône).

## Biographie

### Jeunesse

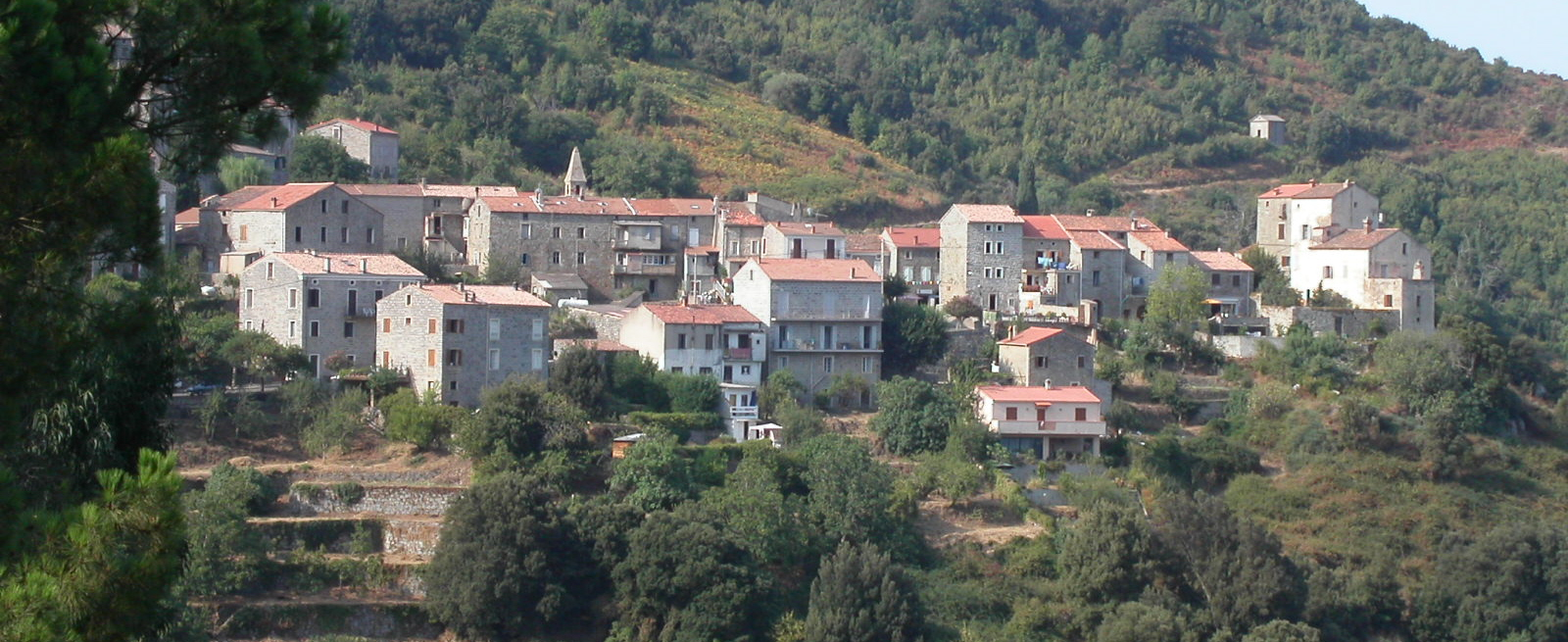
Sollacaro, lieu de naissance de Paul Poggionovo

Fils de menuisier et petit-fils de l'architecte Philippe Poggionovo, Paul Poggionovo naît le 4 avril 1924 à Sollacaro. En 1938, Ses parents déménagent à Ajaccio pour qu'il puisse continuer ses études, au cours complémentaire de la rue Forcioli-Conti.

### Engagement au Front National
En 1942-1943. pendant que l'Italie occupe la ville, la résistance s'organise. À Ajaccio des groupes se forment, composés chacun de trois membres. Paul Poggionovo rejoint l'un d'eux, avec  Marcel Mary et François Zampini. Ils glissent des tracts dans les voitures des occupants, et dépistent les agents de L'OVRA.

### Libération de la Corse

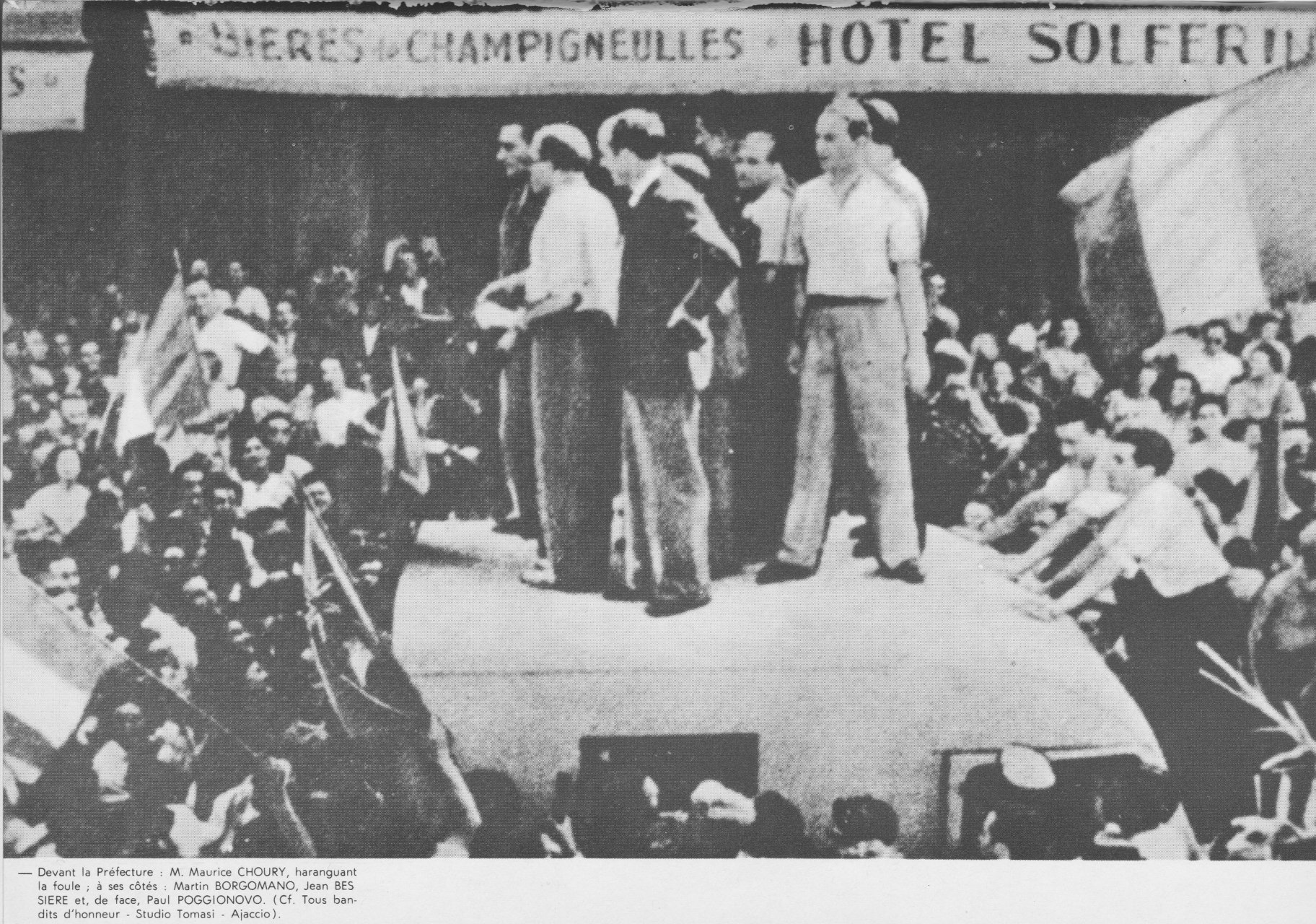
Appel à la lutte contre l'occupant pour la Libération totale de la Corse et de la France

Le 9 septembre 1943, devant la Préfecture, il prend part, avec les responsables du Front National, Maurice Choury, Martin Borgomano et Jean Bessiere à l'appel à la lutte contre l'occupant pour la libération totale de la Corse et de la France.
Il obtient le consentement de son père pour combattre et rejoint les rangs du Bataillon de Choc, débarqué à Ajaccio à bord du  sous-marin Casabianca. Il porte le brassard blanc à tête de Maure des maquisards et participe à la Libération de la Corse en septembre-octobre 1943.

### Entraînement en Afrique du Nord
Il fait ses classes en Tunisie et écrit : « Je suis, écrit-il le 22 mars, avec des anciens, ceux qui ont répondu présent au Général de Gaulle au lendemain de l'Armistice ; ce sont de bons combattants qui ont fait la Libye, Bir-Hakeim, El-Alamein, enfin ceux qui se sont battus pour sauver l’honneur de la France et sa Liberté ». Dans une autre lettre écrite à son frère, il donne des détails sur son apprentissage de la vie militaire : « depuis mon arrivée ici, on a travaillé dur ; on allait très souvent en manœuvre de jour et de nuit, et souvent pour plusieurs jours, nous avons eu des inspections de plusieurs généraux, nous avons été présentés au Drapeau de notre Bataillon (le Bataillon du Pacifique) Nous sommes avec des Tahitiens et des Calédoniens qui ont fait la Libye et gagné plusieurs batailles. Je fais partie du Bataillon qui s'est couvert de Gloire. »

### Campagne d'Italie

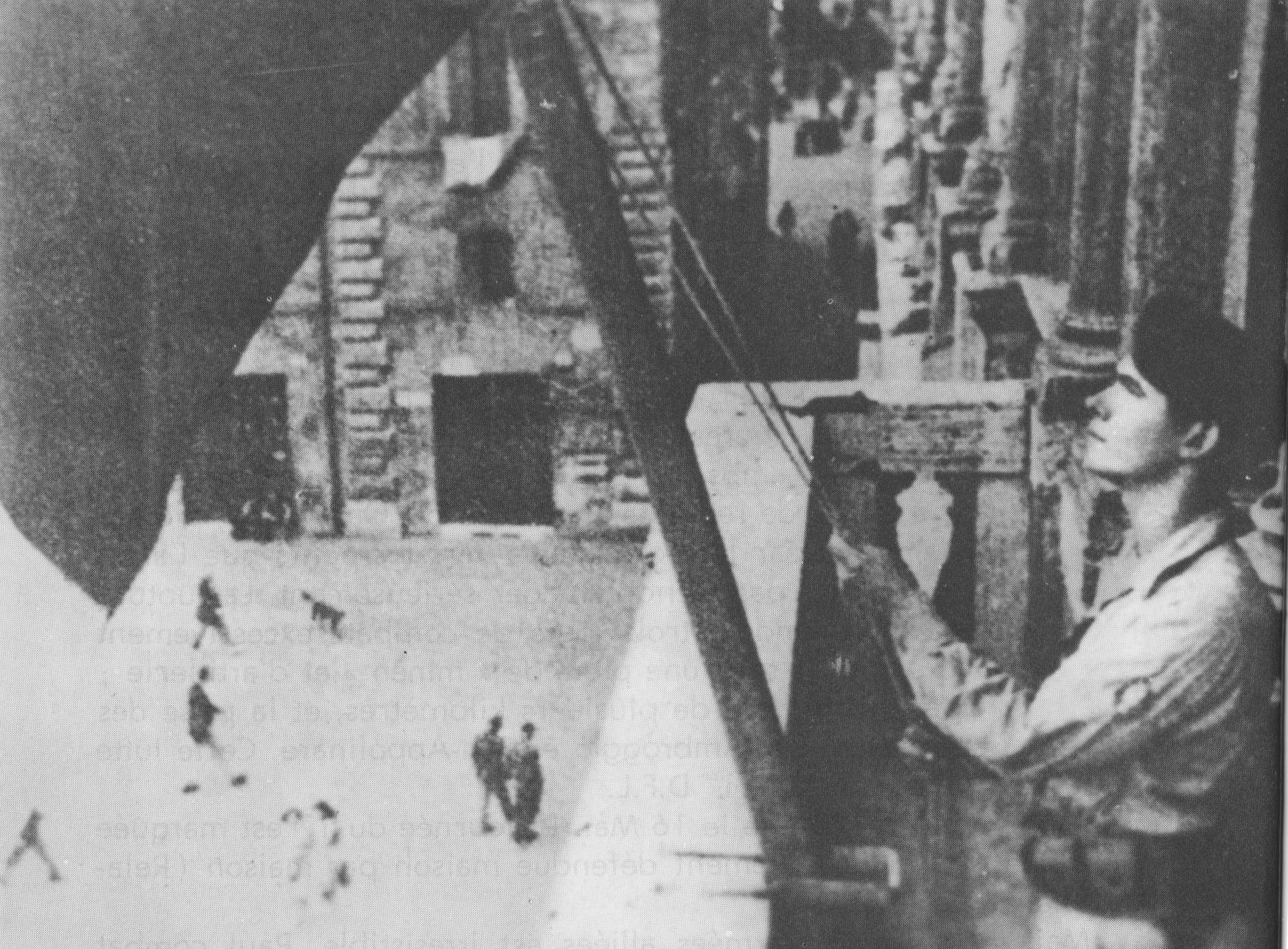
Paul Poggionovo hissant le drapeau Français au palais Farnèse

En avril 1944, sa division, la 1re Division Française Libre (1re DFL) quitte la Tunisie et débarque en Italie. Le 5 juin, le corps expéditionnaire entre à Rome. Paul Poggionovo est désigné pour hisser le drapeau français sur le balcon du Palais Farnèse, siège de l'ambassade de France.

### Débarquement en Provence
Le 16 août 1944, il participe au débarquement en Provence en accostant, vers 22 heures, dans le sable de Cavalaire. Il écrit dans une lettre datée du 24 août à ses parents : « Vous ne pouvez penser, chers parents combien je suis content à présent. Vous savez les nouvelles : On se bat sur le sol de France, en Méditerranée. Eh bien ! Je suis sur le sol de la Patrie. J'ai vu pleurer des hommes, des femmes à notre arrivée. Ils sortaient des abris sous le feu ennemi pour nous voir. Ils nous appellent les libérateurs et ils pleurent de joie ; ils sont libres. Ils voient à présent des soldats avec de bons sourires aux lèvres à la place de ces dures têtes de b... Ils croient que c'est un rêve ; vous ne pouvez vous figurer, chers parents combien est belle la France, et les Français gentils. Je suis bien content et j'espère que ma joie vous rendra un peu plus heureux. Vous vous figurez, d'entendre parler Français, des fleurs, des pleurs, des rires, tout cela accompagné avec toutes sortes de fruits, du bon raisin de France, des bouteilles sortent du fond des caves, couvertes de poussière. « Il a 17 ans », nous dit le propriétaire en nous l'offrant. « Ils ne l'ont pas eu et je l'ai gardé pour vous. D'autres nous apportent des tonneaux tout pleins sur notre passage. Ils sont tous là sur notre parcours pour nous applaudir, et nous remercier. Ils sont là au feu, ils soignent les blessés, ils sont là pour nous soutenir, nous aider, on est bien chez nous et on le voit bien. Ils veulent nous faire dormir dans leurs lits, ils veulent veiller pour nous, on passe des moments pathétiques, on est des dieux, des libérateurs comme ils disent en pleurant de joie. Enfin, bientôt c'est fini car ils agonisent, les b... et nous les tenons. Ils ont peur de nous. « Les français, ce sont des démons », disait un officier b...  à un curé. Oui la France était impatiente de recevoir ses libérateurs . »

### Vallée du Rhône
Paul Poggionovo adresse une lettre à sa sœur : « Le jour de Saint-Roch, moi je posais le pied sur la terre de France. Cela m'a fait plaisir et peur en même temps : je m’attendais à voir toutes ces belles villes démolies, mais heureusement, elles n'ont pas trop souffert. Bientôt nous irons, nous aussi, tirer nos obus sur le territoire de l'ennemi ; nous porterons la guerre chez eux, et ils comprendront ce que c'est que la guerre. »
Le 29 septembre 1944 dans le bois de Ronchamp (Haute-Saône), en voulant détruire un nid de mitrailleuses ennemi, il prend une rafale en écharpe et meurt quelques secondes plus tard.
Le Général de Goislard de Monsabert le cite : « Bon soldat qui a toujours fait preuve de courage et de sang froid dans les situations difficiles au combat. Déjà cité en Italie par sa conduite exemplaire au feu. En voulant détruire un nid de mitrailleuses ennemi est tombé glorieusement le 29 septembre 1944 dans le bois de Ronchamp (Haute-Saône), après un duel de quelques mètres. »
Son corps repose provisoirement au cimetière Divisionnaire de Villersexel, parmi des centaines d'autres camarades. Il est depuis inhumé dans le cimetière de Sollacaro.

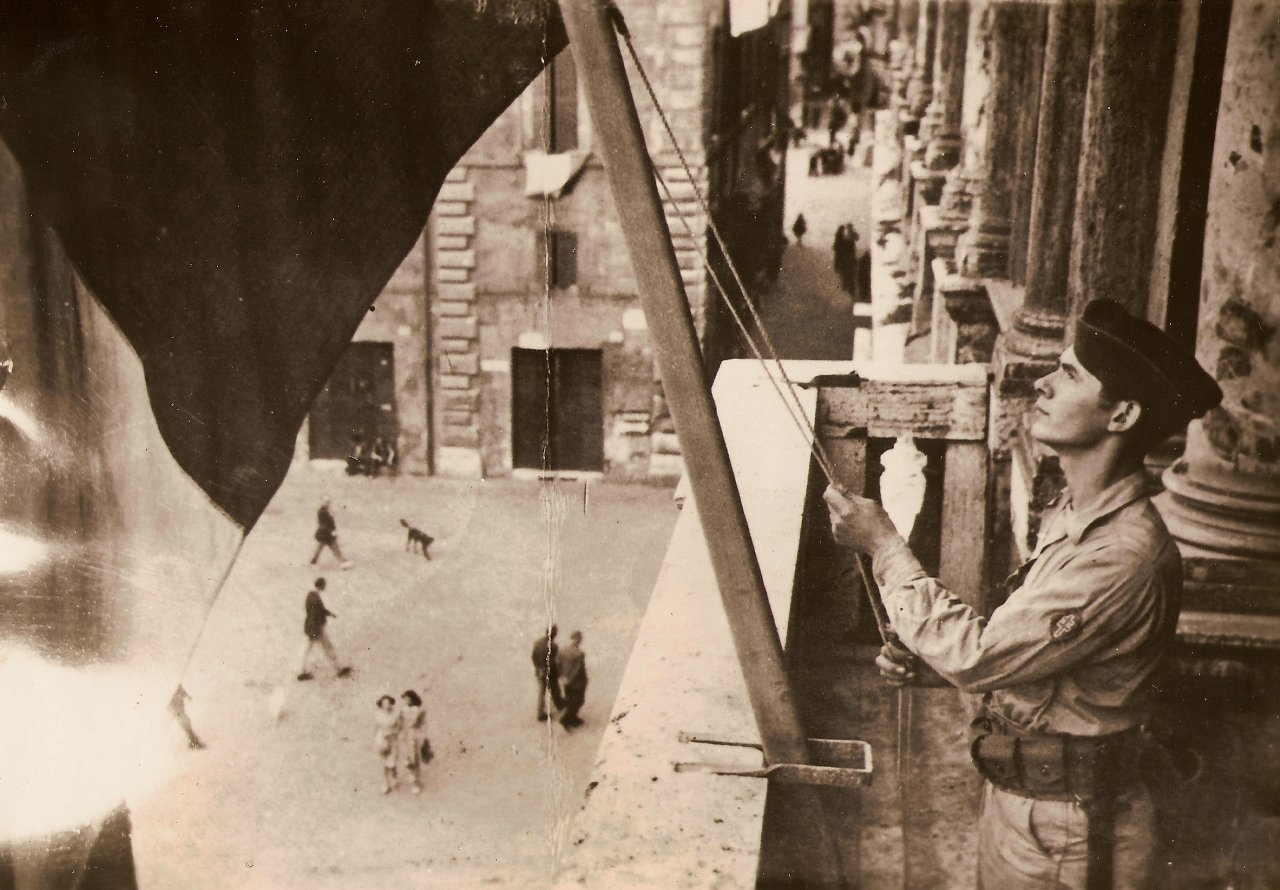
Paul hissant le drapeau Français au palais Farnèse.
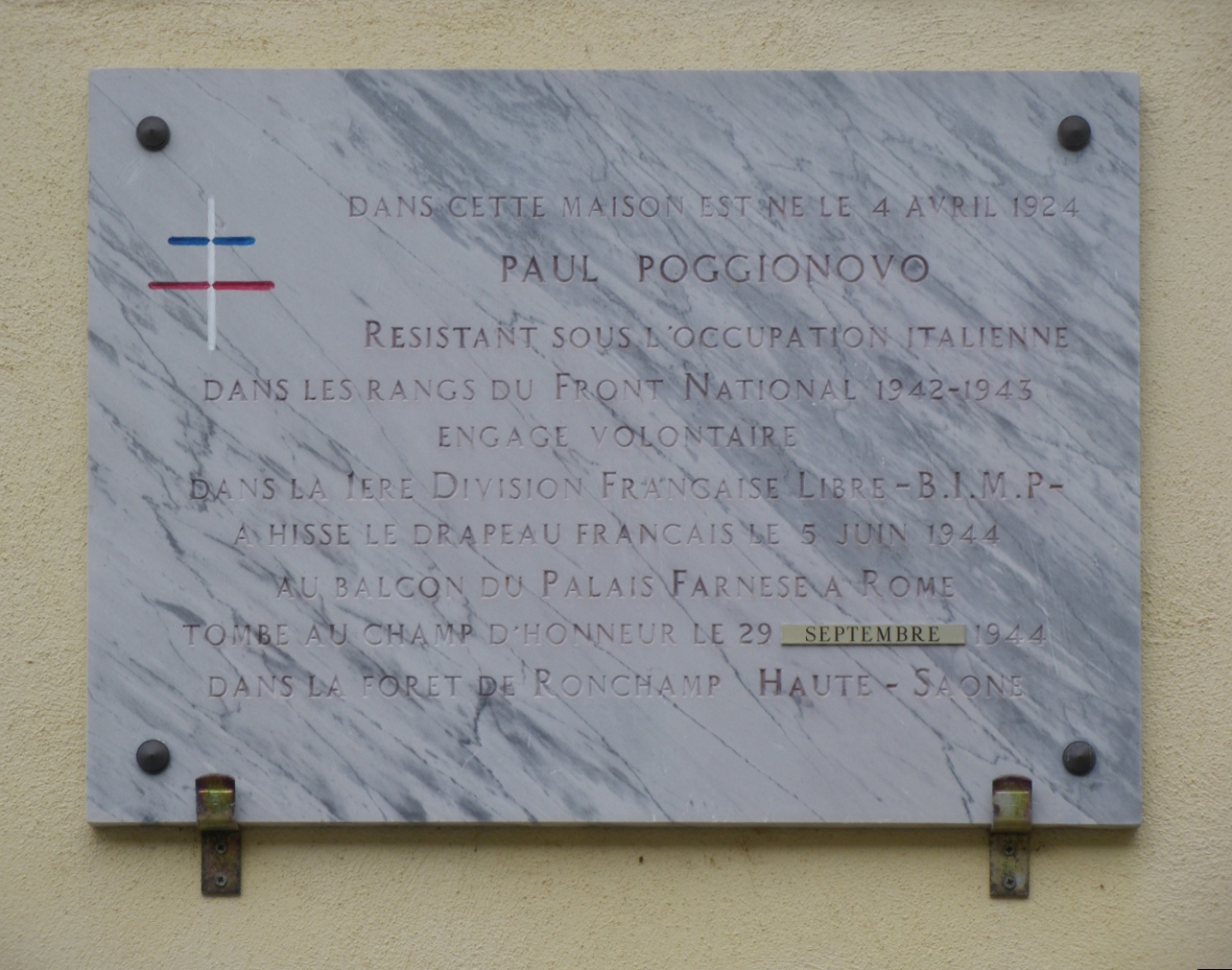
Plaque commémorative.
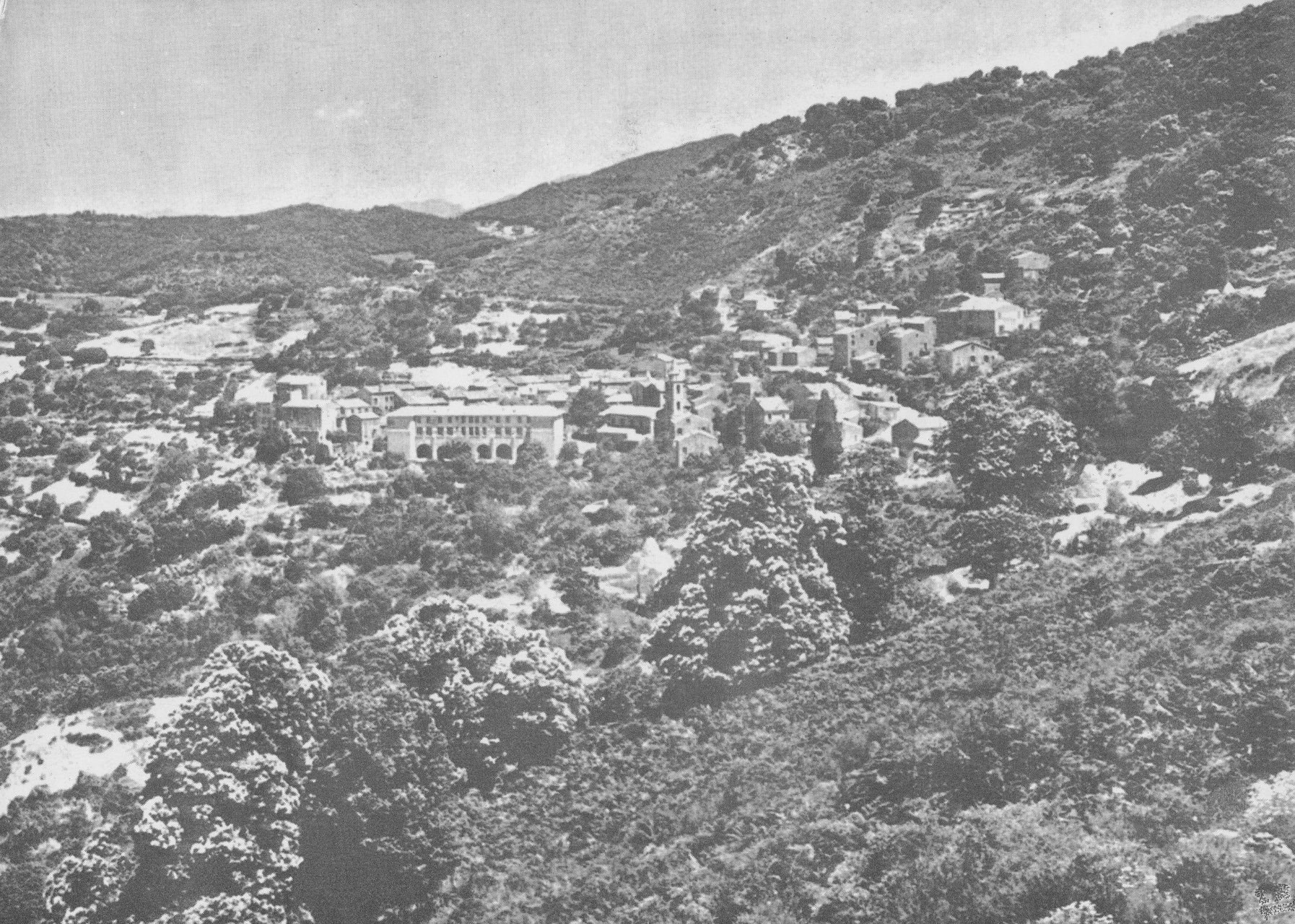
Sollacaro.